# Kalkofen (Landschaftsschutzgebiet)
Das flächenhafte Naturdenkmal und Landschaftsschutzgebiet Kalkofen wurde vom Landratsamt Karlsruhe am 8. Oktober 1985 durch Verordnung ausgewiesen. Es liegt auf dem Gebiet der Stadt Bretten im Landkreis Karlsruhe in Baden-Württemberg.

## Lage und Beschreibung
Das insgesamt 4,6 Hektar große Gebiet liegt nördlich des Stadtteils Bauerbach südlich der Bahnstrecke Mannheim-Stuttgart. Es besteht aus einem 2,7 Hektar großen flächenhaften Naturdenkmal und einem 1,9 Hektar großen Landschaftsschutzgebiet, das nördlich an das Naturdenkmal angrenzt.
Naturräumlich gehört das Gebiet zum Kraichgau. Im Osten grenzt das Landschaftsschutzgebiet Bauerbach- und Kraichbachtal an.
Das Gebiet umfasst verschiedene Feuchtbiotope im Bauerbachtal. Während das Naturdenkmal überwiegend mit Erlenwald bestockt ist, umfasst das Landschaftsschutzgebiet überwiegend Wiesen und Riedflächen.

## Schutzzweck
„Schutzzweck des flächenhaften Naturdenkmals ist die Erhaltung eines Feuchtgebietes in verschiedenen Ausprägungen mit Erlenbruchwald, Röhricht- und Seggenbeständen sowie 
mehreren kleinen Gräben als Lebensraum einer reichhaltigen und teilweise gefährdeten Tier- und Pflanzenwelt und als wichtiger Bestandteil des Biotopverbundes. 
Schutzzweck des Landschaftsschutzgebietes ist die Erhaltung eines das flächenhafte Naturdenkmal umgebenden Gürtels aus extensiv und intensiv genutzten Wiesenstandorten, Streuobstbeständen sowie Kopfweidenreihen als ökologischer Ausgleichsraum für die umgebende Feldflur im Hinblick auf die Sicherung eines leistungsfähigen Naturhaushaltes. “